# Josef Jedlička (stavitel)
Josef Jedlička (12. března 1702 Dobrovice – 14. ledna 1784 Heřmanův Městec) byl český stavitel a architekt.

## Životopis
Josef Jedlička se narodil Felixovi a Sibyle Jedličkovým v Dobrovici. Rodina měla malé hospodářství, otec byl zedník. V roce 1727 nebo 1728 se Josef s manželkou Lidmilou přestěhovali do Mladé Boleslavi. Záhy, někdy během let 1730 – 1732 se rodina, již se třemi dětmi Marií Annou, Janem Václavem (zemřel v roce 1733) a Janem Josefem přestěhovala do Kolína. V roce 1733 manželé Jedličkovi koupili dům v Kutnohorské ulici čp. 31, který v roce 1737 prodali Danielu Čapkovi. Delší dobu žila rodina v podnájmu, až v roce 1751 koupili dům čp. 46 na náměstí. Stavebník Jedlička bohatl, majitel postupně dvou městských domů, předměstského dvora a dalších nemovitostí se stal cechmistrem místního cechu zedníků a kameníků a také purkmistrem. Občas se dostával do sporů s cechem i městem. 
V Kolíně se narodili ještě tři synové František Tomáš (1733), Jan Antonín (1736) a Jan Matěj (1739 – v témže roce zemřel). František Tomáš i Jan Antonín se stali staviteli po vzoru otce. Oba se záhy osamostatnili a odstěhovali se z Kolína.
Asi v polovině šedesátých let osmnáctého století byl stavitel na vrcholu své kariéry, ale stále častěji zadávala kolínská obec stavební práce jinému kolínskému staviteli. V roce 1765 již Josef Jedlička nezastával funkci cechmistra a začal prodávat svůj majetek. Například dům na náměstí čp. 46 přestavěný v barokním slohu získala dcera Marie Anna s rodinou. V roce 1770 mu zemřela manželka Lidmila. Řešil spory s dětmi. Na počátku sedmdesátých let a po prodeji veškerého nemovitého majetku se přestěhoval k synovi Františkovi Tomášovi do Heřmanova Městce. Zde v roce 1784 zemřel a byl pohřben v kryptě místního farního kostela.
Ve stavitelské práci pokračovali nejen synové František Tomáš v Heřmanově Městci a Jan Antonín v Praze, ale stavitelem se stal také vnuk Jan Petržilka (1761–1852), syn dcery Marie Anny.

## Dílo
Stavební činnost Josefa Jedličky je zdokumentována od jeho sedmadvaceti let. Jako zednický mistr vytvořil plán a rozpočet na stavbu kaple svatého Jana Nepomuckého v Mladé Boleslavi pro stavebníka Antonína Leittera z Tannenbergu. Zda byla stavba realizována není známo.
Během čtyřiceti let své stavební činnosti navrhoval stavby, vyhotovoval výpočty a prováděl jejich realizace. Úpravy, dostavby nebo rekonstrukce objektů tvořily stěžejní část jeho práce. Jako kolínský měšťan se podílel na opravách a přestavbách domů většinou na náměstí, které poničil rozsáhlý požár města v červenci 1734. V roce 1737 se podílel na opravě „Horské brány“, na náměstí postavil kašnu. Do roku 1750 realizoval přestavbu obecní hospody na kasárna.
Kolem roku 1751 byl jmenován „císařským stavitelem na komorních panstvích“. Prováděl stavební činnost na brandýském, pardubickém, kolínském a poděbradském panství, tedy na komorních panstvích v Polabí. Povinnosti císařského stavitele v posledních letech jeho činnosti kolem roku 1772 převzal jeho syn František Tomáš. 
Jako císařský stavitel realizoval v letech 1752–1757 přestavbu zámku v Poděbradech. V roce 1768 vypracoval podklady, plány a rozpočty pro přestavbu zámku na kasárna. Po požáru v roce 1757, kdy vyhořel zámek, kostel a další budovy v Kladrubech nad Labem. Zhotovil plány pro obnovu a přestavbu místního hřebčína, zasaženého také požárem. Zda byla rekonstrukce prováděna podle těchto plánů není známo.
Stavěl budovy hospodářských dvorů v Opolanech, ve Starých Ždánicích a Tuněchodech. Jako císařský stavitel z větší části přestavoval nebo opravoval kostely a fary na polabských komorních panstvích. Po požáru v roce 1761 ve Starém Kolíně, opravil poškozenou věž kostela svatého Ondřeje. Zhotovil plány a rozpočet ke stavbě nové fary a márnice. Jeho projekt nebyl realizován. 
V roce 1758 vyhořel kostel Zvěstování Panny Marie v Libici nad Cidlinou. Plán k přestavbě kostela od Josefa Jedličky se zachoval i když k jeho realizaci nedošlo. Opraven byl až během dvaceti let a následně přestavěn na faru. Stejný osud postihl i filiální kostel Narození Panny Marie v Pňově. Dochovaly se Jedličkovy stavební plány. Není známo zda byly realizovány. Později byl kostel zbořen. Další nákres zhotovil v roce 1767 na stavbu kamenné zvonici při kostele svatého Vavřince ve Velimi.
Stavitel Josef Jedlička pracoval také na panstvích ve středních a východních Čechách. V roce 1747 zpracoval projekt ke stavbě nové fary v Ronově nad Doubravou. Zda byla fara postavena, není známo. V roce 1967 se věnoval plánům k přestavbě minoritského klášterního kostela svaté Anny v Hradci Králové. Zúčastnil se stavebních prací při rekonstrukci zámku ve Svojšicích, po požáru v roce 1751 a snad také pracoval na zámku v Moravci mezi lety 1756 a 1762.
Nejvýznamnější z dochovaných prací je kostel svatého Bartoloměje v Heřmanově Městci postavený v letech 1756–1769. Práce na této stavbě se také zúčastnil dvaadvacetiletý syn František Tomáš Jedlička, který do vlastní realizace mohl zasahovat jako polír, ale často mu je připisováno autorství projektu. Stejně i projekt a stavba pardubické radnice, která byla zbořena v roce 1892. Práce na stavbě byly započaty v roce 1760 a je často spojována s Františkem Tomášem. I tuto stavbu je však vhodné pokládat za část pozdní tvorby jeho otce.  
Stavby postavené po roce 1770 byly někdy v historických pramenech spojovány se jménem Josefa Jedličky. Je však nutno za jejich autora pokládat některého z jeho dvou synů – stavitelů, nejčastěji Františka Tomáše.

## Galerie

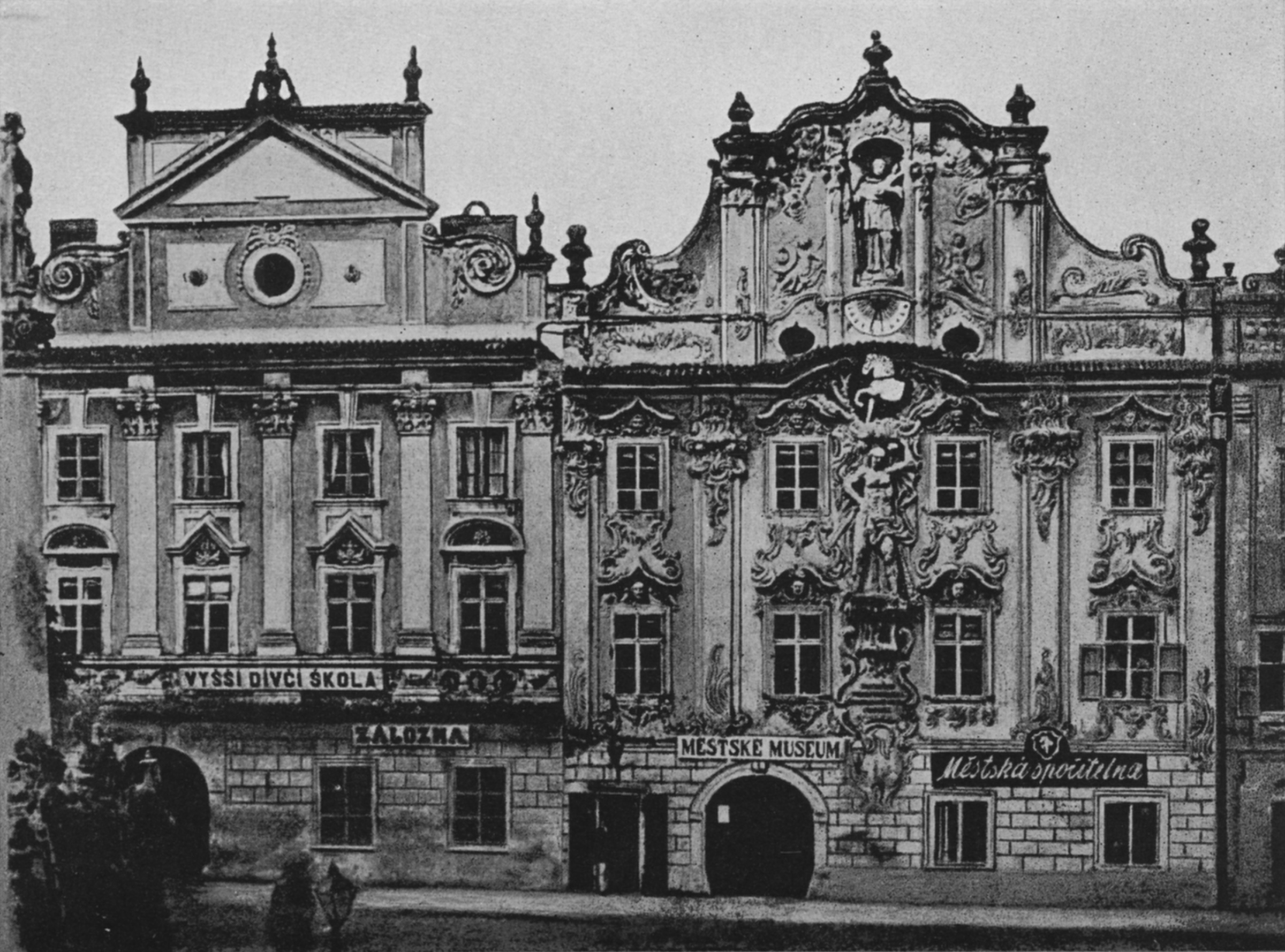
Stará radnice (1760), Pardubice
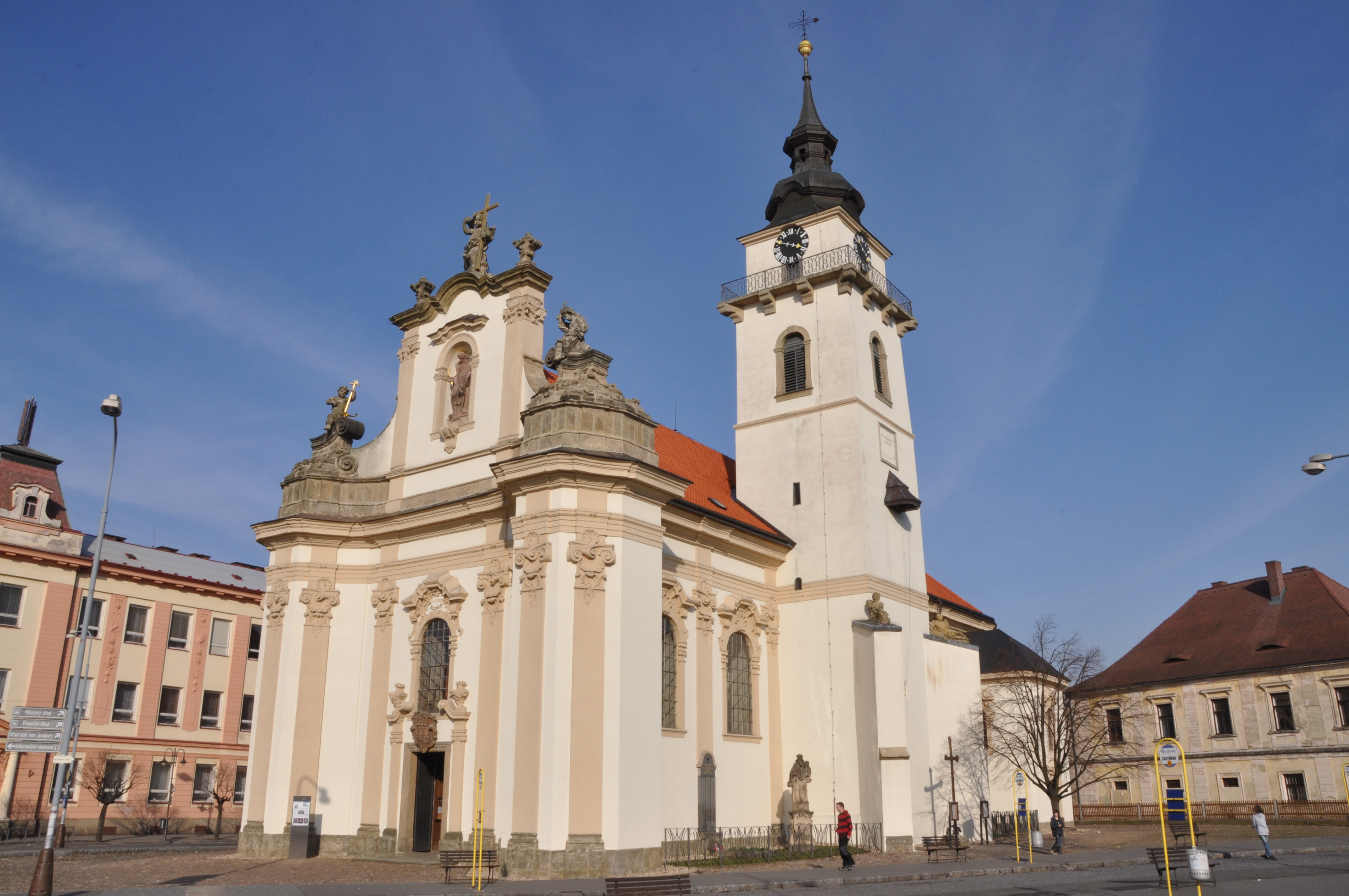
Kostel sv. Bartoloměje, Heřmanův Městec
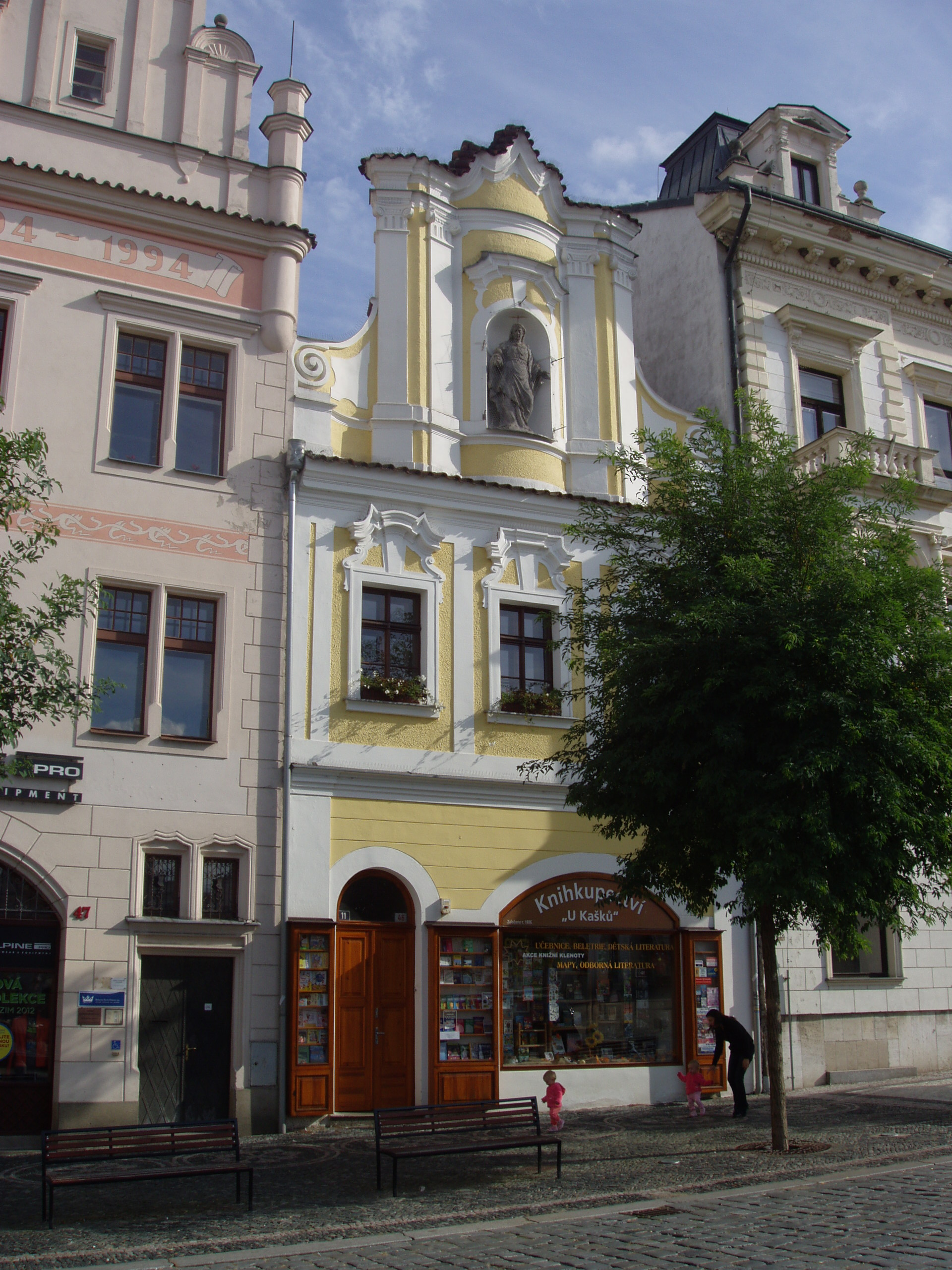
Kolín – náměstí čp.46